# Ferchestina
Ferchestina is een monotypisch geslacht van spinnen uit de  familie van de Oonopidae (dwergcelspinnen).

## Soort
- Ferchestina storozhenkoi Saaristo & Marusik, 2004